# Пенчо Хаджинайденов
Пенчо Хаджинайденов е троянски иконописец и се смята за основоположник на Троянската живописна школа. Художествената галерия в родното му село Черни Осъм (Колибето) и улица в Троян с гордост носят неговото име. Негови са стенописите в пететажната звънарница, строена от Уста Иван от село Млечево през 1865 година, която се намира западно от църквата на Троянския манастир. Подписвал е творбите си с „Писа ръка Пенчова“. Основоположник е на фамилията Иконописови, преселили се с течение на времето в Троян, Врабево, Ловеч, София и т.н.